# 宮崎市立檍小学校
宮崎市立檍小学校（みやざきしりつ あおきしょうがっこう）は、宮崎県宮崎市吉村町にある公立の小学校。

## 概要
- 児童数 - 642名（2012年度）
- 学校の木 - クスノキ

## 沿革
- 1889年5月1日 - 吉村小学校、江田小学校が合併し、檍尋常小学校として開校。この日を創立記念日とする。
- 1947年4月1日 - 宮崎市立檍小学校に改称。
- 1980年4月1日 - 児童数の増加に伴い、宮崎港小学校が分離。
- 1985年4月1日 - 児童数の増加に伴い、檍北小学校が分離。

## 通学区域
檍小学校の通学区域には以下の区域が指定されている。
- 青葉町の一部
- 浮城町
- 下原町の一部
- 新城町
- 浄土江町の一部
- 宮脇町の一部
- 大和町の一部
- 吉村町の一部

## アクセス
- バス：宮崎交通「檍小」バス停下車

## 主な卒業生
- 山内佳菜子（参議院議員）